# بريا آرون
بريا آرون هي ممثلة هندية، ولدت في 17 أغسطس 1967.

## وصلات خارجية
- بريا آرون على موقع IMDb (الإنجليزية)
- بريا آرون على موقع قاعدة بيانات الفيلم (الإنجليزية)